# Willem Wittkampf
Willem Richard Jacobus (Jack) Wittkampf (Zutphen, 13 augustus 1924 – Amsterdam, 10 oktober 1992) was journalist en schrijver en stond bekend als interviewer.
Nadat Wittkampf al tijdens de Tweede Wereldoorlog voor het illegale Parool had gewerkt, ging hij in 1945 bij Het Parool werken. In 1949 debuteerde hij als (fictie)schrijver met de novelle Het kanon, die bekroond werd met de Reina Prinsen Geerligsprijs. Onder de naam 'Willem' publiceerde hij van 1955 tot 1969 vrijwel wekelijks een paginagroot interview in de zaterdag-bijlage PS. Wittkampf interviewde voor zijn rubriek geen autoriteiten maar onbekende Nederlanders, wat destijds ongewoon was. Hij schreef zijn stukken in de vorm van een monoloog zoals de geïnterviewde die uitgesproken zou kunnen hebben. Ischa Meijer zou deze stijl in de jaren tachtig navolgen; Wittkampf en hij bewonderden elkaar.
In 1969 nam Wittkampf een jaar vrij om een roman te schrijven. Nadat dit project was mislukt, keerde hij weer bij Het Parool terug. Zijn bijzondere positie was hij door toedoen van hoofdredacteur Herman Sandberg kwijtgeraakt. Hij kon zijn draai niet meer vinden en vertrok in 1972 definitief. Hiermee kwam een einde aan zijn journalistieke loopbaan.
Wittkampf geldt als voorbeeld voor Frits Abrahams, Ben Haveman, Ischa Meijer, Martin Schouten,  en Gerard van Westerloo - die voor Wittkampfs unieke stijl de term sprijftaal bedacht; een contaminatie van spreektaal en schrijftaal.
Hij verhuisde in 1990 van de Herengracht naar de Tolstraat (Amsterdam), waar hij op 68-jarige leeftijd overleed.
De Zutphenaar is begraven op begraafplaats Zorgvlied in Amsterdam.